# Ботешти (Сучава)
Ботешти (рум. Botești) насеље је у Румунији у округу Сучава у општини Хородничени. Oпштина се налази на надморској висини од 397 m.

## Становништво
Према подацима из 2002. године у насељу је живело 499 становника, од којих су сви румунске националности.